# Subsidiariteitsbeginsel
Het subsidiariteitsbeginsel of subsidiariteitsprincipe is een organisatiewijze of regel, in de taakverdeling tussen 'hogere' en 'lagere' openbare overheden. Volgens dit principe moeten hogere instanties niet iets doen wat door lagere instanties kan worden afgehandeld.
Het is een centraal grondbeginsel in de maatschappijleer van de Katholieke Kerk.

## Geschiedenis
Het subsidiariteitsbeginsel komt voort uit de katholieke sociale leer. Het werd onder andere neergelegd in de pauselijke encyclieken Quadragesimo Anno (1931) en Pacem in Terris (1963). Aldaar heeft het beginsel betrekking op de verhouding tussen de staat en de maatschappij. Bij uitbreiding wordt het inmiddels ook toegepast op de verhouding tussen veschillende nationale staten, die zich hebben georganiseerd in een (soort van) federatieve organisatie.
Het beginsel is verwant aan de gereformeerde doctrine van soevereiniteit in eigen kring, voornamelijk geformuleerd door Abraham Kuyper (1837-1920), maar reeds teruggaand op de filosofie van Johannes Althusius (1557-1638).

## Katholieke sociale leer
Het subsidiariteitsbeginsel werd gepresenteerd in de encycliek Rerum Novarum uit 1891, van Paus Leo XIII. Daarin poogde deze een middenweg te bieden tussen, enerzijds, de excessen van het kapitalisme, waarin de overheid de economisch zwakken aan hun lot overliet, en anderzijds autoritaire regimes, waarin het individu ondergeschikt was aan de staat (en later, onder totalitaire regimes, geheel onderworpen was). In 1931 werkte Paus Pius XI het beginsel verder uit in zijn sociale encycliek Quadragesimo Anno.
Volgens het voorgestelde subsidiariteitsbeginsel behoort de overheid slechts initiatieven te nemen waar individuen en private organisaties niet in staat blijken de problemen zelfstandig op te lossen. Het beginsel is gebaseerd op het principe van de autonomie en de waardigheid van het menselijk individu, en stelt dat alle maatschappelijke instellingen, van het familieverband tot de staat en de internationale orde, zich ten dienste van de mens dienen te stellen.
Subsidiariteit gaat ervan uit dat mensen van nature sociale wezens zijn, en benadrukt het belang van kleine en middelgrote maatschappelijke verbanden, zoals het gezin, de Kerk en vrijwilligersorganisaties. Deze structuren stellen het individu in staat de maatschappij te dienen, en verbinden het individu en de maatschappij als geheel met elkaar.
Een ander belangrijk aspect van het subsidiariteitsbeginsel is 'positieve subsidiariteit: gemeenschappen, instellingen en overheden moeten de sociale condities scheppen waarin het individu zich ten volle kan ontplooien, bijvoorbeeld door het bieden van werk, goede huisvesting, gezondheidszorg.

### Quadragesimo Anno
In de encycliek Quadragesimo Anno stelde Paus Pius in de paragrafen 79 en 80: Zoals de geschiedenis overvloedig aantoont, is het waar dat, vanwege de veranderde omstandigheden, vele zaken die voorheen door kleine verbanden werden gedaan, nu slechts door grote verbanden kunnen worden bewerkstelligd. Nochtans blijft dat zeer belangrijke beginsel, dat niet afgeschaft of veranderd kan worden, vaststaan in het sociale denken: Evengoed als het een ernstige fout is om hetgeen individuen door hun eigen initiatief en nijverheid kunnen bereiken van hen af te nemen om het aan de gemeenschap te geven, zo is het ook een onrecht en tegelijkertijd een ernstig kwaad en aantasting van de juiste orde om aan een grotere en hogere verband te geven wat een lagere en ondergeschikte organisatie kan doen. Want elke sociale activiteit behoort vanuit zijn natuur hulp te bieden aan de leden van het sociale lichaam en nimmer om ze te vernietigen. 
De hoogste autoriteit van de Staat zou derhalve aan ondergeschikte groepen díe zaken en minder belangrijke kwesties moeten overlaten, die anders zijn inspanningen onnodig in beslag zouden nemen. Dan kan de Staat vrijer, krachtiger en effectiever al die dingen doen, die hem toebehoren, omdat hij alleen ze kan volbrengen: sturen, toezicht houden, aansporen, inperken, al naargelang de situatie behoeft en de noodzaak voorschrijft. Daarom zouden de machthebbers ervan overtuigd moeten zijn, dat, hoe volmaakter er een geleidelijke orde tussen de diverse verbanden wordt gehandhaafd — in overeenstemming met het subsidiariteitsbeginsel — hoe sterker de sociale autoriteit en effectiviteit zal zijn en hoe gelukkiger en welvarender de Staat.

## Politieke betekenis
Uit het voorgaande volgt reeds dat het subsidiariteitsbeginsel ook een politiek beginsel inhoudt. Het beginsel beoogt een leidraad te geven tussen de verschillende, met elkaar concurrerende bevoegdheden tussen de EU en de lidstaten van deze Unie, of tussen lidstaten en hun interne, lagere overheden.
Het is evenwel niet precies aan te geven in welk geval lidstaten (of 'lagere' overheden) niet voldoende in staat zijn om bepaalde doelstellingen te bereiken en voorts de Unie (of de 'hogere' overheid) daartoe beter in staat zou zijn. Het is aan de hand van deze leidraad dat een afweging moet worden gemaakt bij de vraag of regelgeving wel of niet gecentraliseerd moet worden geëntameerd.
De Nederlandse Politie toetst haar geweldsgebruik ook aan het subsidiariteitsbeginsel.

### Subsidiariteit in de Belgische staatsstructuur
Dit beginsel heeft een verregaande betekenis. Artikel 35 van de Belgische grondwet bepaalt namelijk dat de federale overheid enkel over uitdrukkelijk toegewezen bevoegdheden beschikt, dat de restbevoegdheden toekomen aan de deelgebieden, én de belangrijke overgangsbepaling en de inwerkingtrede van voorgaande beginselen. Deze overgangsbepaling houdt in dat de gewesten en de gemeenschappen pas over de restbevoegdheden zullen beschikken wanneer een nieuw grondwetsartikel de exclusieve bevoegdheden van de federale overheid opsomt en er een bijzondere wet is aangenomen ter regeling van de uitoefening van de residuaire bevoegdheden.
Met de grondwetsherziening van 1993 is de federale logica met betrekking tot de restbevoegdheden formeel in de grondwet ingeschreven, maar de overgangsbepaling maakt van dit beginsel een lege doos, waardoor de inwerkingtrede op de lange baan wordt geschoven.

### Bondsrepubliek Duitsland
Bij de oprichting van de Bondsrepubliek Duitsland, in 1949, is het subsidiariteitsbeginsel uit de sociale doctrine van de kerk opgenomen in het Duitse federale bestel. De deelstaten worden daarbij geacht alle taken op te nemen die zij het best aankunnen, en de federale bondsstaat moet die autonomie respecteren.
Intern worden de deelstaten geacht datgene wat lagere overheden beter (zouden moeten) kunnen uitvoeren, ook aan hen overlaten.

### Europese Unie
In de Europese Unie speelt het subsidiariteitsbeginsel een belangrijke rol. De juridische betekenis van het beginsel is neergelegd in artikel 5 van het Verdrag betreffende de Europese Unie, afgekort VEU (voorheen als art. 5, lid 2 EG-verdrag). Het beginsel is in het EU-recht opgenomen bij het verdrag van Maastricht om tegenwicht te bieden tegen een toename van de besluitvorming bij gekwalificeerde meerderheid.

#### Juridische betekenis
Ingevolge artikel 5 lid 2 VEU (oud art. 5 EG) handelt de Unie enkel binnen de grenzen van de bevoegdheden die haar door de lidstaten in de Verdragen zijn toegedeeld om de daarin bepaalde doelstellingen te verwezenlijken. Bevoegdheden die in de Verdragen niet aan de Unie zijn toegedeeld, behoren toe aan de lidstaten.
Wetgeving en uitvoering daarvan dient in beginsel derhalve zo dicht mogelijk bij de burger plaats te vinden. Deze regel lijdt bij uitzondering in gevallen waar de Unie een exclusieve (wetgevende) bevoegdheid heeft (bijvoorbeeld Gemeenschappelijke handelspolitiek), of gevallen waarin maatregelen op het niveau van de Unie doeltreffender zijn dan maatregelen op nationaal, regionaal of lokaal niveau.
Of iets tot de exclusieve bevoegdheid behoort van de Unie is een rechtsoordeel welke slechts door het Hof van Justitie van de Europese Unie (HvJ EU) kan worden geveld. Hierna zal blijken dat het beginsel toch veeleer een meer politieke dan juridische lading heeft. Begrijpelijk is dan ook dat het HvJ EU zich terughoudend opstelt t.a.v de beoordeling of EU-regelgeving in overeenstemming is met het beginsel (Zie: HvJ EG in de zaak C-242/99 (Johann Vogler)). Het Hof van Justitie van de Europese Gemeenschappen zal slechts marginaal toetsen of aan het beginsel is voldaan, dat wil zeggen: kon de communautaire regelgever in redelijkheid komen tot de beslissing dat de regelgeving op communautair niveau moest geschieden. Het HvJ EU verlangt overigens slechts dat de instellingen van de EG bij regelgeving motiveren waarom nationale wetgeving kennelijk tekortschiet en dat Gemeenschapswetgeving een toegevoegde waarde heeft (zie: HvJ EG in de zaak C-233/94).

## Managementmodel
Het subsidiariteitsbeginsel wordt ook gehanteerd als besturingsfilosofie: men spreekt dan meestal van integraal management.